# Begamganj
Begamganj è una suddivisione dell'India, classificata come municipality, di 30.563 abitanti, situata nel distretto di Raisen, nello stato federato del Madhya Pradesh. In base al numero di abitanti la città rientra nella classe III (da 20.000 a 49.999 persone).

## Geografia fisica
La città è situata a 23° 36' 0 N e 78° 19' 60 E e ha un'altitudine di 497 m s.l.m..

## Società

### Evoluzione demografica
Al censimento del 2001 la popolazione di Begamganj assommava a 30.563 persone, delle quali 16.084 maschi e 14.479 femmine. I bambini di età inferiore o uguale ai sei anni assommavano a 5.114, dei quali 2.633 maschi e 2.481 femmine. Infine, coloro che erano in grado di saper almeno leggere e scrivere erano 20.011, dei quali 11.641 maschi e 8.370 femmine.